# Kim Hyo-yeon
Kim Hyo-yeon (hangul: 김효연; hanja: 金孝淵; rr: Gim Hyo-yeon; MR: Kim Hyo-yŏn; Incheon, 22 de setembro de 1989), mais frequentemente creditada apenas como Hyoyeon ou DJ HYO (hangul: 효연), é uma cantora, Dançarina, DJ, compositora e rapper sul-coreana. Realizou sua estreia no cenário musical em 2007, com o grupo feminino Girls' Generation.

## Carreira

### 1989–2006: Primeiros anos e pré-estreia
Hyoyeon nasceu em Incheon, Coreia do Sul, em 22 de setembro de 1989. Ela fez um teste para a S.M. Entertainment quando tinha 11 anos de idade. O treinamento dança formal de Hyoyeon começou na escola primária. Na pequena escola de hip-hop de seu bairro, ela aprendeu Hip hop, Jazz e Dança Latina. Em 1999, ela se matriculou em Winners Dance School, uma famosa escola de dança da Coreia do Sul especializada em popping, locking, animation e vários outros estilos de hip-hop. Na escola, ela conheceu Min, com quem formou o grupo de dança Little Winners (리틀위너스). A dupla realizou vários showcases e foi apontada por HipHoper.com em 2004. Ela recebeu aulas de dança do Electric Boogaloos e coreógrafos superiores como Kim Hye-rang, Poppin Seen, Kwang Hoo (aka Crazy Monkey), Poppin DS, Kwon Seok-jin (aka Locking Khan) e Shim Jae-won do Black Beat. Ela também trabalhou com um dos coreógrafos de Justin Timberlake e alguns professores estrangeiros.
Em 2004, ela foi enviada para estudar mandarim em Pequim, China juntamente com Choi Siwon. Antes de estrear com o Girls' Generation, ela trabalhou com Janet Jackson e foi a dançarina silhueta de BoA durante uma apresentação no Mnet KM Music Festival 2005.

### 2007–2009: Estreia com Girls' Generation
Em 2007, ela se juntou com Jae Won para uma colaboração de dança para "Anonymous". Em julho de 2007, junto com as outras integrantes do Girls' Generation tiveram sua primeira performance não oficial no School Of Rock, interpretando a canção "Into the New World" ("다시 만난 세계", "Dasi Mannan Segye"). O grupo estreou oficialmente em 5 de agosto de 2007. Com o lançamento do segundo EP do grupo, Tell Me Your Wish (Genie). Em 29 de junho de 2009, Hyoyeon assumiu seu posto de principal dançarina com sua dança solo na canção de mesmo nome.

### 2010–15: Dancing with the Stars, Hit The Stage
Em 7 de março de 2010, teve uma participação especial em Oh! My Lady estrelada por Choi Siwon e Chae Rim com Jessica Jung e Sooyoung. Em 17 de outubro de 2011, foi confirmado que Hyoyeon iria se juntar ao elenco da segunda temporada de Invincible Youth, um reality show coreano ao lado de Sunny. Em 25 de março de 2012, foi revelado que Hyoyeon estaria na segunda temporada de Dancing with the Stars. Hyoyeon se juntou ao elenco da segunda temporada de Dancing with the Stars, que foi ao ar em 27 de abril. Hyoyeon e seu parceiro acabaram ganhando o segundo lugar.
Em julho de 2012, Hyoyeon com sua colega de grupo Seohyun foram destaque na edição de agosto da Nylon, uma revista de moda e cultura pop. Para promover o lançamento, a revista divulgou vídeos de Hyoyeon e Seohyun no seu canal do YouTube. Os vídeos mostram bastidores dos photoshoots que a Nylon fez com as duas. Em 30 de outubro de 2012, Hyoyeon posou para '0/1 Creative Book'. Se tornou a primeira garota da capa do livro de moda e beleza recém-lançado. Em 31 de outubro de 2012, a SM Entertainment em colaboração com a Hyundai lançou o álbum Younique PYL. Juntamente com Eunhyuk, henry Lau, Taemin, Luhan e Kai, Hyoyeon juntou-se ao grupo Younique Unit, com a faixa intitulada "Maxstep".
Em maio de 2013, Hyoyeon foi escolhida como embaixadora da Ásia para o ramo de Topshop de Hong Kong. Em 17 de junho de 2013 foi revelado que Yuri junto com Hyoyeon iriam aparecer no "Dancing 9", o mais novo show de dança global da Mnet. Hyoyeon e Yuri treinaram os participantes do show como "K-pop mestres de dança" ao lado de outras estrelas notáveis. Em fevereiro de 2014, participou do 13th Korean Council of Sport All National Skiing Competition que foi realizado no Welli Hilli Park em Hoeongseonggun, Gangwondo no dia 17. Ela competiu na corrida de esqui para mulheres jovens e acabou ficando em primeiro lugar com uma medalha de ouro.
Em 11 de junho de 2015 estreou o primeiro reality show solo de Hyoyeon, intitulado Hyoyeon's One Million Likes. Em 24 de junho foi anunciado que Hyoyeon seria a primeira soshi a lançar um livro, em 1° de julho de 2015 seu livro (Hyo Style) foi lançado, o livro fala sobre moda, e sobre a vida pessoal de Hyoyeon, ele conta com 142 páginas e um dvd. Ainda em 2015 ela participou do programa Mash Up, onde se formavam dj's, outros participantes eram Seo In Young, Mir (MBLAQ), Hyejeong (AOA) e Sleepy (Untouchable).

### 2016-presente: Triple T, Single Solo e estreia solo oficial
Em 3 de fevereiro de 2016 ela foi uma MC especial do programa 'Get It Beauty', programa sobre beleza. Em 2016 ela gravou o programa Star Advent, junto com sua companheira de grupo, Sunny, estava programado para ir ao ar dia 9 de julho, porém nunca foi ao ar.
Ela se tornou a garota propaganda da marca Absolute New York, comparecendo em alguns eventos em Hong Kong e Taiwan.  Em 28 de junho foi lançado 'Up & Down' do mini álbum 'Why' de Taeyeon, com a participação de Hyoyeon como rapper. No dia 27 de julho foi ao ar o primeiro episódio de 'Hit The Stage', com Hyoyeon partipando como uma das competidoras, e ela ganhou no conceito 'The Fight' (Episódio 9).
Em 25 de agosto de 2016, lança o single Born To Be Wild, em colaboração os com artistas da JYP Entertainment, Min (Miss A) e Jo Kwon (2 AM), a unit foi intitulada Triple T, o single ainda teve participação do próprio JYP, e fez parte do projeto Station da SM. Além do lançamento do single digital e do MV do mesmo, a unit ainda performou em alguns programas musicais.
Em 1 de dezembro de 2016, lança seu primeiro single solo, também parte do projeto SM Station, chamado Mystery, uma música pop dance sensual, com um toque árabe-latino, Mystery, também é o single de pré estreia cantora . No dia 3 de dezembro foi realizada a primeira apresentação do single em programas músicas, estreando no Music Bank, e com apresentações programadas em outros programas para os próximos dias.
Em 1° de junho de 2017, fez seu primeiro comeback com seu segundo single solo chamado "Wannabe" que tem a participação do rapper San E.
Desde maio de 2020 está participando do reality show Good Girl, juntamente com Ailee, Yunhway, SLEEQ, Cheetah, Jamie, Jeon Jiwoo (KARD), Jang Yeeun (CLC), Queen Wa$abii e Lee Youngji.

## Vida pessoal
Ela é ambidestra e cresceu com seus pais e seu irmão mais novo, Kim Min-Goo. Quando ela nasceu, seus pais já eram divorciados. Em um episódio do programa "Girls' Generation and the Dangerous Boys", ela admitiu que gostaria muito de ter passado mais tempo com seu pai quando ela podia, e que ela não conhece bem o seu coração. Hyoyeon ativamente fala com seu irmão mais novo no celular, e passa horas assistindo TV. As outras integrantes do Girls' Generation, contaram que ela é com certeza a mais engraçada do grupo e que ela é uma das integrantes que bebe mais bebidas alcoólicas. É mundialmente famosa por sua dança poderosa, e seus inúmeros talentos. Não gosta de atuar, porém tem uma personalidade desinibida, o que a faz ser chamada para inúmeros programas.
Em 3 de abril de 2014, foi anunciado que Hyoyeon estava namorando o escritor Kim Jun Hyung, de 35 anos de idade, há dois anos. A SM Entertainment confirmou que os dois eram um casal, mas terminaram em 1 de abril na sequência de um incidente controverso onde ela acidentalmente bateu nele e foi denunciada à polícia por agressão.

## Discografia
| Título                                                                                   | Ano                    | Melhores posições nas paradas | Melhores posições nas paradas | Melhores posições nas paradas | Vendas                 | Álbum                  |
| Título                                                                                   | Ano                    | COR                           | CHN Alibaba                   | US World                      | Vendas                 | Álbum                  |
| Como artista principal                                                                   | Como artista principal | Como artista principal        | Como artista principal        | Como artista principal        | Como artista principal | Como artista principal |
| ---------------------------------------------------------------------------------------- | ---------------------- | ----------------------------- | ----------------------------- | ----------------------------- | ---------------------- | ---------------------- |
| "Mystery"                                                                                | 2016                   | —                             | 19                            | 12                            | —                      | SM Station             |
| "Wannabe" (feat. San E)                                                                  | 2017                   | —                             | 35                            | 8                             | —                      | Lançamento sem álbum   |
| "Sober" (feat. Ummet Ozcan)                                                              | 2018                   | —                             | —                             | 15                            | —                      | Lançamento sem álbum   |
| "Punk Right Now" (feat. 3LAU)                                                            | 2018                   | —                             | —                             | 16                            | —                      | Lançamento sem álbum   |
| "Badster"                                                                                | 2019                   | —                             | —                             | —                             | —                      | Lançamento sem álbum   |
| "DESSERT" (feat. Loopy, Soyeon)                                                          | 2020                   | ASA                           | ASA                           | ASA                           | —                      | Lançamento sem álbum   |
| Colaborações                                                                             |                        |                               |                               |                               |                        |                        |
| "Up & Down" (Taeyeon feat. Hyoyeon)                                                      | 2016                   | 84                            | —                             | —                             | - COR: 34,300          | Why                    |
| Outras aparições                                                                         |                        |                               |                               |                               |                        |                        |
| "Maxstep" (como parte do Younique Unit)                                                  | 2012                   | 228                           | —                             | —                             | - COR: 15,420          | PYL Younique Volume 1  |
| "Born to be Wild" (como parte do Triple T, feat. Park Jin-young)                         | 2016                   | 164                           | 59                            | 11                            | —                      | SM Station             |
| "—" indica lançamentos que não figuraram nas paradas ou não foram lançados nessa região. |                        |                               |                               |                               |                        |                        |

## Filmografia

### Filmes
| Ano  | Título           | Papel     | Notas                       | Ref    |
| ---- | ---------------- | --------- | --------------------------- | ------ |
| 2012 | I AM.            | Ela mesma | Filme biográfico de SM Town | [ 10 ] |
| 2015 | SMTown The Stage | Ela mesma | Documentário de SM Town     |        |

### Dramas
| Ano  | Título               | Emissora | Papel                                   | Notas |
| ---- | -------------------- | -------- | --------------------------------------- | ----- |
| 2008 | Unstoppable Marriage | KBS      | Uma das sete princesas de Bulgwang-dong | Cameo |
| 2010 | Oh! My Lady          | SBS      | Ela mesma                               | Cameo |

### Programas de televisão
| Ano       | Título                      | Emissora    | Papel            | Notas                                           |
| --------- | --------------------------- | ----------- | ---------------- | ----------------------------------------------- |
| 2007      | Cutie Honey, Mini Musical   | KBS2        | Uma valentona    | com Yuri e Jessica                              |
| 2011–2012 | Invincible Youth 2          | KBS         | Main cast        | com Sunny                                       |
| 2011      | Dalgona                     | SBS         | Ela mesma        | com Yuri e Sooyoung                             |
| 2012      | Dancing with the Stars 2    | MBC         | Elenco principal | Hyoyeon e Kim Hyung-suk conquistaram o 2º lugar |
| 2013      | Blind Test Show 180 Degrees | MBC         | Ela mesma        |                                                 |
| 2013      | Dancing 9                   | Mnet        | Treinadora       | com Yuri                                        |
| 2014      | Jessica & Krystal           | OnStyle     | Ela mesma        | com Tiffany e Shindong                          |
| 2015      | Hyoyeon's One Million Likes | OnStyle     | Ela mesma        |                                                 |
| 2015      | Channel Girls' Generation   | OnStyle     | Ela mesma        | com Girls' Generation                           |
| 2015      | Mash Up                     | SBS MTV     | Concorrente      |                                                 |
| 2016      | Get It Beauty               | OnStyle     | Ela mesma        |                                                 |
| 2016      | Star Advent                 | Shandong TV | Elenco principal |                                                 |
| 2016      | Hyoyeon's 10 Million Likes  | OnStyle     | Ela mesma        |                                                 |
| 2016      | Hit The Stage               | Mnet        | Concorrente      |                                                 |
| 2017–2018 | My English Puberty          | tvN         | Elenco principal |                                                 |
| 2020      | Good Girl                   | Mnet        | Concorrente      |                                                 |

## Videografia

### Vídeos musicais
| Ano  | Título                 |
| ---- | ---------------------- |
| 2016 | "Mystery"              |
| 2017 | "Wannabe"              |
| 2018 | "Sober"                |
| 2018 | "Sober (English Ver.)" |
| 2018 | "Punk Right Now"       |

### Outras aparições
| Ano  | Título      | Artista       |
| ---- | ----------- | ------------- |
| 2012 | "Maxstep"   | Younique Unit |
| 2018 | "Teach You" | Tiffany Young |

## Prêmios e indicações
| Ano  | Prêmio                   | Categoria                                                 | Resultado |
| ---- | ------------------------ | --------------------------------------------------------- | --------- |
| 2012 | MBC Entertainment Awards | Female Newcomer Show Variety for Dancing With The Stars 2 | Indicado  |